# Erica Vietti
Erica Vietti (Torino, 11 novembre 1992) è una pallavolista italiana.
Gioca nel ruolo di palleggiatrice nel Vasas.

## Carriera
La carriera di Erica Vietti comincia nel 2009, quando entra a far parte del progetto federale del Club Italia: lo stesso anno aveva vinto la medaglia di bronzo al campionato europeo under 18. Nel 2010 con la nazionale under 19 invece vince la medaglia d'oro al campionato europeo, seguita l'anno seguente da quella al campionato mondiale, conquistata con la nazionale under 20.
Nella stagione 2011-12 viene ingaggiata dal Chieri Volley, divenuto poi Chieri Torino Volley Club, in Serie A1. Dopo una stagione di inattività, torna sui campi da gioco per il campionato 2014-15 con la Pallavolo Mondovì, in Serie B1, mentre in quella successiva veste la maglia del Volley Soverato, in Serie A2, categoria dove resta anche per il campionato 2016-17, giocando per la Golem Volley di Palmi.
Nella stagione 2017-18 si trasferisce in Ungheria per difendere i colori del Vasas, club militante in Nemzeti Bajnokság I.

## Palmarès

### Nazionale (competizioni minori)
- Campionato europeo under 18 2009
- Campionato europeo under 19 2010
- Campionato mondiale under 20 2011